# 资圣寺
资圣寺，位于山西省晋城市高平市城西南20公里的大周纂村，是中华人民共和国山西省文物保护单位之一。
1986年8月18日，授予山西省文物保护单位，是一座古建筑及历史纪念建筑物。